# Gesico
Gesico (sardinsky: Gèsigu) je italská obec (comune) v provincii Sud Sardegna v regionu Sardinie. Nachází se ve výšce 300 metrů nad mořem a má 739 obyvatel. Rozloha obce je 25,62 km².